# System krakowski
System krakowski – gotyckie rozwiązanie konstrukcyjne stosowane w XIV w. na terenie ziemi krakowskiej. Polega na przybudowaniu do filara międzynawowego na całej jego wysokości przypory, która przejmuje siłę rozporu sklepienia nawy głównej od strony naw bocznych. Taki układ popularny był również w Czechach.